# Ukraine du Dniepr

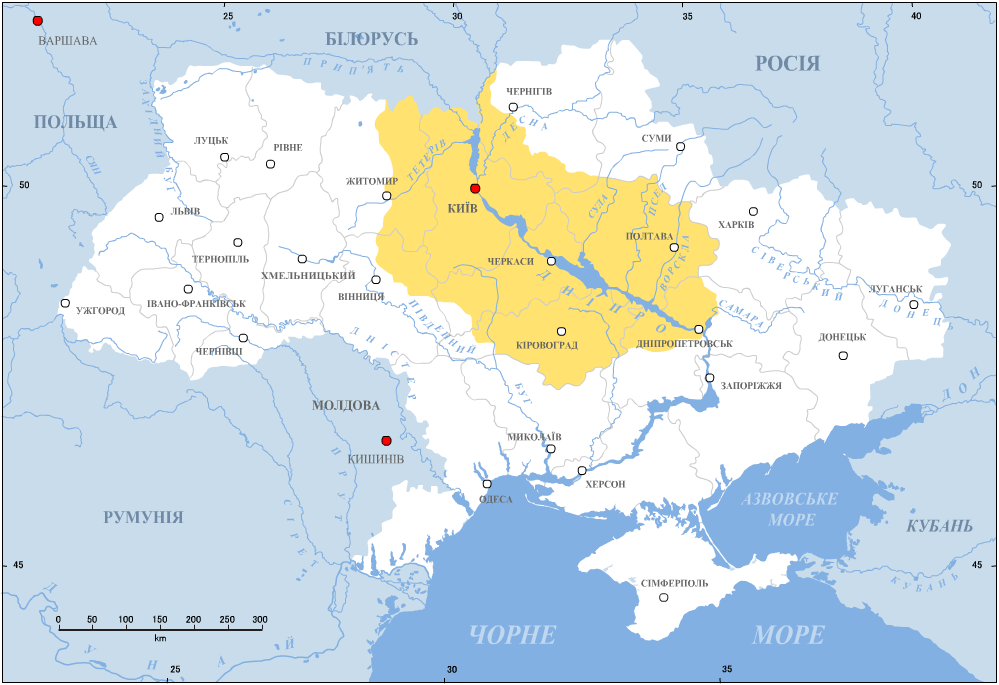
Territoire de l'Ukraine du Dniepr.

Le terme Ukraine du Dniepr (en ukrainien : Наддніпрянщина, Naddnipryanshchyna : « Terres autour du Dniepr ») fait généralement référence au territoire de chaque côté du cours moyen du fleuve Dniepr. Le nom ukrainien dérive de nad‑ (préfixe : « au-dessus ») + Dnipró (« Dniepr ») + shchyna (suffixe désignant une région géographique).

## Présentation
Le terme d'Ukraine du Dniepr est apparu peu de temps après le partage de la Pologne, à la fin du XVIIIe siècle, lorsque l'Ukraine, en tant qu'ancien territoire de la république des Deux Nations (formée par la Couronne du royaume de Pologne et le grand-duché de Lituanie), a été divisée entre l'Empire russe et l'empire d'Autriche, plaçant l'Ukraine sous domination russe. Le terme a été supprimé peu après 1939.
Les Ukrainiens l'appellent parfois la Grande Ukraine (Velyka Ukrayina). Historiquement, cette région est étroitement liée à l'histoire de l'Ukraine et est considérée comme le cœur du pays.
Géographiquement, le terme fait référence au territoire de l'Ukraine situé le long du fleuve Dniepr.

## Sources
1. ↑  (uk) Ressources historiques ukrainiennes